# 卡伊 (馬里)
卡伊（法語：Kaï），是馬里的城鎮，位於該國西南部，由錫卡索區的卡迪奧羅省負責管轄，處於卡焦洛以北47公里，面積183平方公里，2009年人口8,827，人口密度每平方公里48人。